# Podlož
Podlož este o localitate din comuna Loška dolina, Slovenia, cu o populație de 61 de locuitori.